# Memoria di Matematica e di Fisica della Società Italiana del Scienze Residente in Modena, Parte contenente le Memorie di Fisica
Memoria di Matematica e di Fisica della Società Italiana del Scienze Residente in Modena, Parte contenente le Memorie di Fisica (abreviado Mem. Mat. Fis. Soc. Ital. Sci. Modena, Pt. Mem. Fis.) fue una revista ilustrada con descripciones botánicas. Se publicó en Modena desde 1820 hasta 1855. Fue precedida por Memorie di Matematica e di Fisica della Societá Italiana della Scienze y reemplazado por la serie 2, vols. 1-2, 1862-1866; y la serie 3, vols. 1-24, 1867-1938.